# Turkse voetbalbeker 2012/13
Dit is een overzicht van de wedstrijden voor de Turkse voetbalbeker in het seizoen 2012/13.

## Data
| Ronde         | Datum loting      | Datum wedstrijden                 | Nieuwe deelnemers | Wedstrijden | Clubs     | Deelnemende competities                                       |
| ------------- | ----------------- | --------------------------------- | ----------------- | ----------- | --------- | ------------------------------------------------------------- |
| Eerste ronde  | 14 september 2012 | 19–20 september 2012              | 86                | 43          | 156 → 113 | Türkiye Futbol Federasyonu 3. Lig & Turkse amateur competitie |
| Tweede ronde  | 21 september 2012 | 25 september–11 oktober 2012      | 65                | 54          | 113 → 59  | Süper Lig & TFF 1. Lig & Türkiye Futbol Federasyonu 2. Lig    |
| Derde ronde   | 18 oktober 2012   | 30 oktober–8 november 2012        | –                 | 27          | 59 → 32   | –                                                             |
| Vierde ronde  | 16 november 2012  | 27 november–5 december 2012       | 5                 | 16          | 32 → 16   | Süper Lig                                                     |
| Vijfde ronde  | 6 december 2012   | 11–13 december 2012               | –                 | 8           | 16 → 8    | –                                                             |
| Groepsfase    | 14 december 2012  | 19 december 2012–28 februari 2013 | –                 | 24          | 8 → 4     | –                                                             |
| Halve finales | 14 december 2012  | 17 april-8 mei 2013               | –                 | 2           | 4 → 2     | –                                                             |
| Finale        | 14 december 2012  | 22 mei 2013                       | –                 | 1           | 2 → 1     | –                                                             |

## Eerste ronde
| Team #1                    | Score       | Team #2                       |
| -------------------------- | ----------- | ----------------------------- |
| İstanbulspor               | 1-0         | Fatih Karagümrük              |
| Anadolu Üsküdar            | 0-2         | Ümraniyespor                  |
| Gebzespor                  | 2-3         | Gölcükspor                    |
| Darıca Gençlerbirliği      | 3-0         | Derince Belediyespor          |
| OYAK-Renaultspor           | 0-1         | Orhangazispor                 |
| Altınordu                  | 0-1         | Menemen Belediyespor          |
| Aydınspor                  | 2-0         | Bergama Belediyespor          |
| Sandıklıspor               | 0-1         | Emrespor                      |
| Hacettepe                  | 1-2         | Keçiörengücü                  |
| Arsinspor                  | 2-1         | Pazarspor                     |
| İskenderunspor 1967        | 4-0         | Adıyamanspor                  |
| Kahramanmaraş Belediyespor | 1-2         | Kırıkhanspor                  |
| Diyarbakır BB              | 4-0         | Elazığ Belediyespor           |
| Belediye Bingölspor        | 3-1         | Diyarbakırspor                |
| Erzurum BB                 | 3-1         | Beşikdüzüspor                 |
| Çerkezköy Belediyespor     | 0-1         | Serhat Balcı                  |
| Kocaelispor                | 1-0         | Beykoy Belediyespor           |
| Altinova Belediyespor      | 0-2         | Çanakkale Dardanelspor        |
| Beylerbeyi                 | 4-2         | Edirnespor Gençlik            |
| Kütahyaspor                | 1-0         | Bursa Nılüferspor             |
| Bucak Belediye Oğuzhanspor | 1-2         | Tekirova Belediyespor         |
| Manavgat Evrensekispor     | 0-1         | Muğlaspor                     |
| Uşak Belediyesi            | 8-0         | Afyonkarahisarspor            |
| Kilimli Belediyespor       | 3-0         | Bartinspor                    |
| Kırşehir Köy Hizmetleri    | 0-3         | Yimpaş Yozgatspor             |
| Kayseri Şekerspor          | 4-1         | MKE Kırıkkalespor             |
| Karaman Belediyespor       | 5-1         | Nevşehirspor                  |
| Niğde Belediyespor         | 1-0         | Aksarayspor                   |
| Erzincanspor               | (3) 0-0 (4) | Dersim Spor                   |
| Kadirlispor                | 6-1         | Kilis Belediyespor            |
| Ardahanspor                | 1-4         | Patnos Genclik Spor           |
| Karsspor                   | 0-2         | Igdir Üniversitesi            |
| Belediye Vanspor           | 2-0         | Tatvan Gençlerbirliği Spor    |
| Siirtspor                  | 3-0         | Muş Ovasispor                 |
| Cizre Basra Spor           | 3-0         | Mardinspor                    |
| Batman Petrolspor          | 7-0         | Hakkari Zap Spor              |
| Gümüşhanespor              | 5-4         | Bayburt Grup                  |
| Kastamonuspor              | 4-1         | Ayancik Spor                  |
| Çorum Belediyespor         | 4-1         | Yeni Amasyaspor               |
| Arhavispor                 | 0-1         | Kanunispor                    |
| Maltepespor                | 1-2         | Silivrispor                   |
| Çorumspor                  | 2-4         | Ankara Demirspor              |
| Erzincanspor               | 0-1         | Sivas Dört Eylül Belediyespor |

## Tweede ronde
| Team #1                    | Score | Team #2                       |
| -------------------------- | ----- | ----------------------------- |
| Niğde Belediyespor         | 1-2   | Beşiktaş JK                   |
| Dersim Spor                | 0-7   | Gençlerbirliği                |
| Çorum Belediyespor         | 2-1   | Adana Demirspor               |
| Ankaragücü                 | 5-1   | Igdir Üniversitesi            |
| Orhangazispor              | 2-1   | Istanbul BB                   |
| Ümraniyespor               | 1-2   | Kayseri Erciyesspor           |
| İstanbulspor               | 1-3   | Kasımpaşa                     |
| Samsunspor                 | 0-2   | Sivas Dört Eylül Belediyespor |
| Patnos Genclik Spor        | 1-2   | Kartalspor                    |
| Konyaspor                  | 2-0   | Kırıkhanspor                  |
| Akhisar Belediyespor       | 5-2   | Aydınspor                     |
| Karabükspor                | 3-2   | Gümüşhanespor                 |
| Antalyaspor                | 5-3   | Menemen Belediyespor          |
| Gaziantepspor              | 1-0   | Emrespor                      |
| Kahramanmaraşspor          | 1-2   | Sakaryaspor                   |
| Alanyaspor                 | 0-3   | Yeni Malatyaspor              |
| Tokatspor                  | 3-2   | Hatayspor                     |
| Anadolu Selçukluspor       | 1-2   | Pendikspor                    |
| İskenderun Demir Çelikspor | 2-3   | Ofspor                        |
| Eyüpspor                   | 3-2   | Ünyespor                      |
| İnegölspor                 | 0-2   | Giresunspor                   |
| Tarsus İdman Yurdu         | 0-2   | Sarıyer                       |
| Gaziosmanpaşaspor          | 0-1   | Bayrampaşaspor                |
| Çankırıspor                | 1-2   | Nazilli Belediyespor          |
| Bandırmaspor               | 1-0   | Kilimli Belediyespor          |
| Balıkesirspor              | 4-0   | İskenderunspor 1967           |
| Muğlaspor                  | 2-3   | TKİ Tavşanlı Linyitspor       |
| Fethiyespor                | 5-0   | Cizre Basra Spor              |
| Turgutluspor               | 1-0   | Belediye Bingölspor           |
| Denizlispor                | 1-2   | Çanakkale Dardanelspor        |
| Arsinspor                  | 4-2   | Bucaspor                      |
| Boluspor                   | 1-2   | Yimpaş Yozgatspor             |
| Manisaspor                 | 3-1   | Kayseri Şekerspor             |
| Karaman Belediyespor       | 1-2   | Bozüyükspor                   |
| Ankara Demirspor           | 0-1   | Elazığspor                    |
| Gaziantep BB               | 2-0   | Keçiörengücü                  |
| Darıca Gençlerbirliği      | 2-1   | Kırklarelispor                |
| Batman Petrolspor          | 2-1   | Körfez FK                     |
| Kızılcahamamspor           | 1-0   | Kütahyaspor                   |
| Kanunispor                 | 0-3   | Sivasspor                     |
| Tepecik Belediyespor       | 3-0   | Beylerbeyi                    |
| Polatlı Bugsaşspor         | 2-1   | Silivrispor                   |
| Uşak Belediyesi            | 1-10  | Denizli Belediyespor          |
| Beypazarı Şekersporlu      | 1-2   | Kırklarelispor                |
| Adanaspor                  | 2-1   | Erzurum BB                    |
| Göztepe                    | 3-0   | Gölcükspor                    |
| Mersin Idman Yurdu         | 3-0   | Siirtspor                     |
| Kastamonuspor              | 2-3   | Orduspor                      |
| Diyarbakır BB              | 1-0   | Rizespor                      |
| Sancaktepe Belediyespor    | 3-1   | Kayserispor                   |
| Kocaelispor                | 1-0   | Karşıyaka                     |
| Tekirova Belediyespor      | 2-4   | Altay                         |
| 1461 Trabzon               | 4-1   | Belediye Vanspor              |
| Kadirlispor                | 0-4   | Şanlıurfaspor                 |

## Derde ronde
| Team #1                 | Score       | Team #2                       |
| ----------------------- | ----------- | ----------------------------- |
| Tepecik Belediyespor    | 1-3         | Gençlerbirliği                |
| Konyaspor               | 0-3         | Nazilli Belediyespor          |
| Güngörenspor            | 0-2         | Sivasspor                     |
| Kızılcahamamspor        | 2-3         | 1461 Trabzon                  |
| Diyarbakır BB           | 0-1         | Polatlı Bugsaşspor            |
| Tokatspor               | 1-0         | Akhisar Belediyespor          |
| Ankaragücü              | 2-0         | Çorum Belediyespor            |
| Şanlıurfaspor           | (3) 1-1 (1) | Orhangazispor                 |
| Batman Petrolspor       | 1-2         | Adanaspor                     |
| Bandırmaspor            | 4-1         | Yimpaş Yozgatspor             |
| Çanakkale Dardanelspor  | (5) 1-1 (6) | Manisaspor                    |
| Giresunspor             | 0-3         | Mersin Idman Yurdu            |
| Karabükspor             | 1-0         | Yeni Malatyaspor              |
| Beşiktaş JK             | 2-1         | Ofspor                        |
| Göztepe                 | 2-1         | Sakaryaspor                   |
| TKİ Tavşanlı Linyitspor | 1-0         | Sivas Dört Eylül Belediyespor |
| Denizli Belediyespor    | 0-3         | Bozüyükspor                   |
| Balıkesirspor           | 2-1         | Turgutluspor                  |
| Altay                   | 1-0         | Fethiyespor                   |
| Gaziantep BB            | (5) 3-3 (4) | Darıca Gençlerbirliği         |
| Kasımpaşa SK            | 5-0         | Kocaelispor                   |
| Orduspor                | 3-0         | Sancaktepe Belediyespor       |
| Antalyaspor             | 7-0         | Eyüpspor                      |
| Arsinspor               | 0-1         | Gaziantepspor                 |
| Kayseri Erciyesspor     | 4-1         | Sarıyer                       |
| Pendikspor              | 3-2         | Elazığspor                    |
| Bayrampaşaspor          | 1-0         | Kartalspor                    |

## Vierde ronde
| Team #1                 | Score       | Team #2             |
| ----------------------- | ----------- | ------------------- |
| Tokatspor               | 0-1         | Mersin Idman Yurdu  |
| Altay                   | 1-0         | Kayseri Erciyesspor |
| Galatasaray SK          | 4-1         | Balıkesirspor       |
| TKİ Tavşanlı Linyitspor | 0-5         | Antalyaspor         |
| Göztepe                 | 1-0         | Orduspor            |
| Adanaspor               | (2) 1-1 (4) | 1461 Trabzon        |
| Beşiktaş JK             | 3-2         | Ankaragücü          |
| Fenerbahçe SK           | 1-0         | Pendikspor          |
| Polatlı Bugsaşspor      | 0-4         | Eskişehirspor       |
| Gençlerbirliği SK       | 5-1         | Bandırmaspor        |
| Sivasspor               | 3-0         | Manisaspor          |
| Trabzonspor             | 4-0         | Şanlıurfaspor       |
| Bozüyükspor             | 1-2         | Gaziantepspor       |
| Nazilli Belediyespor    | 0-3         | Bursaspor           |
| Kasımpaşa SK            | 3-1         | Bayrampaşaspor      |
| Gaziantep BB            | 1-2         | Karabükspor         |

## Vijfde ronde
De winnaars van de vijfde ronde plaatsen zich voor de groepsfase die bestaat uit twee groepen
| Team #1        | Score       | Team #2            |
| -------------- | ----------- | ------------------ |
| Altay          | 0-2         | Bursaspor          |
| Gaziantepspor  | 0-1         | Sivasspor          |
| Eskişehirspor  | 5-1         | Karabükspor        |
| Galatasaray SK | 1-2         | 1461 Trabzon       |
| Gençlerbirliği | 2-3         | Mersin Idman Yurdu |
| Antalyaspor    | 2-1         | Beşiktaş JK        |
| Fenerbahçe SK  | 4-0         | Göztepe            |
| Kasımpaşa SK   | (2) 1-1 (4) | Trabzonspor        |

## Groepsfase
| Legenda kleuren in de tabellen                                 |
| -------------------------------------------------------------- |
| Groepswinnaars en nummers twee gaan door naar de halve finale. |
| Uitgeschakeld                                                  |

#### Poule A
| Datum   | Tijd  | Team          | Score | Team          |
| ------- | ----- | ------------- | ----- | ------------- |
| 19 dec. | 18:30 | Bursaspor     | 2 - 0 | 1461 Trabzon  |
| 19 dec. | 19:30 | Fenerbahçe SK | 2 - 0 | Sivasspor     |
| 13 jan. | 14:30 | Sivasspor     | 2 - 1 | Bursaspor     |
| 13 jan. | 19:30 | 1461 Trabzon  | 0 - 2 | Fenerbahçe SK |
| 16 jan. | 17:30 | 1461 Trabzon  | 1 - 1 | Sivasspor     |
| 16 jan. | 19:30 | Bursaspor     | 2 - 3 | Fenerbahçe SK |
| 23 jan. | 16:30 | Sivasspor     | 2 - 1 | 1461 Trabzon  |
| 23 jan. | 19:30 | Fenerbahçe SK | 3 - 0 | Bursaspor     |
| 29 jan. | 18:30 | 1461 Trabzon  | 0 - 0 | Bursaspor     |
| 30 jan. | 17:30 | Sivasspor     | 0 - 0 | Fenerbahçe SK |
| 27 feb. | 19:30 | Fenerbahçe SK | 2 - 3 | 1461 Trabzon  |
| 28 feb. | 19:30 | Bursaspor     | 0 - 1 | Sivasspor     |

| # | Club          | Wedstrijden | Wedstrijden | Wedstrijden | Wedstrijden | Doelpunten | Doelpunten | Doelpunten | Punten |
| - | ------------- | ----------- | ----------- | ----------- | ----------- | ---------- | ---------- | ---------- | ------ |
| # | Club          | G           | W           | G           | V           | V          | T          | Saldo      | Punten |
| 1 | Fenerbahçe SK | 6           | 4           | 1           | 1           | 12         | 5          | +7         | 13     |
| 2 | Sivasspor     | 6           | 3           | 2           | 1           | 6          | 5          | +1         | 11     |
| 3 | 1461 Trabzon  | 6           | 1           | 2           | 3           | 5          | 9          | -4         | 5      |
| 4 | Bursaspor     | 6           | 1           | 1           | 4           | 5          | 9          | -4         | 4      |

#### Poule B
| Datum   | Tijd  | Team               | Score | Team               |
| ------- | ----- | ------------------ | ----- | ------------------ |
| 20 dec. | 17:00 | Mersin Idman Yurdu | 0 - 5 | Antalyaspor        |
| 20 dec. | 19:30 | Trabzonspor        | 2 - 0 | Eskisehirspor      |
| 11 jan. | 18:00 | Eskisehirspor      | 3 - 1 | Mersin Idman Yurdu |
| 12 jan. | 19:30 | Antalyaspor        | 2 - 3 | Trabzonspor        |
| 15 jan. | 19:30 | Mersin Idman Yurdu | 0 - 2 | Trabzonspor        |
| 17 jan. | 19:30 | Antalyaspor        | 1 - 0 | Eskisehirspor      |
| 24 jan. | 17:30 | Eskisehirspor      | 2 - 1 | Antalyaspor        |
| 24 jan. | 19:30 | Trabzonspor        | 3 - 0 | Mersin Idman Yurdu |
| 30 jan. | 19:30 | Antalyaspor        | 4 - 2 | Mersin Idman Yurdu |
| 31 jan. | 18:30 | Eskisehirspor      | 1 - 0 | Trabzonspor        |
| 27 feb. | 17:00 | Mersin Idman Yurdu | 0 - 3 | Eskisehirspor      |
| 27 feb. | 17:00 | Trabzonspor        | 1 - 0 | Antalyaspor        |

| # | Club               | Wedstrijden | Wedstrijden | Wedstrijden | Wedstrijden | Doelpunten | Doelpunten | Doelpunten | Punten |
| - | ------------------ | ----------- | ----------- | ----------- | ----------- | ---------- | ---------- | ---------- | ------ |
| # | Club               | G           | W           | G           | V           | V          | T          | Saldo      | Punten |
| 1 | Trabzonspor        | 6           | 5           | 0           | 1           | 11         | 3          | +8         | 15     |
| 2 | Eskişehirspor      | 6           | 4           | 0           | 2           | 9          | 5          | +4         | 12     |
| 3 | Antalyaspor        | 6           | 3           | 0           | 3           | 13         | 8          | +5         | 9      |
| 4 | Mersin Idman Yurdu | 6           | 0           | 0           | 6           | 3          | 20         | -17        | 0      |

## Halve finale
Winnaar van poule A zal spelen tegen de nummer twee van poule B, en de winnaar van poule B tegen de nummer twee van poule A. De wedstrijden zullen bestaan uit een uit en thuis wedstrijd. De nummer 2 zal in de eerste wedstrijd thuis spelen. De winnaar van de wedstrijd plaatst zich voor de bekerfinale.  

#### Eerste wedstrijd
|                     |               |       |               |                                                       |
| 17 april 2013 20:15 | Eskişehirspor | 1 - 1 | Fenerbahçe SK | Stadion: Eskişehir Atatürkstadion, Eskişehir, Turkije |
| 17 april 2013 20:15 | Zengin 13'    |       | Topal 20'     | Stadion: Eskişehir Atatürkstadion, Eskişehir, Turkije |
| 17 april 2013 20:15 |               |       |               | Stadion: Eskişehir Atatürkstadion, Eskişehir, Turkije |
| 17 april 2013 20:15 |               |       |               | Stadion: Eskişehir Atatürkstadion, Eskişehir, Turkije |
|                     |               |       |               |                                                       |

|                     |                           |       |              |                                               |
| 17 april 2013 18:00 | Sivasspor                 | 2 - 1 | Trabzonspor  | Stadion: Sivas 4 Eylülstadion, Sivas, Turkije |
| 17 april 2013 18:00 | Chahechouhe 44' Kiliç 76' |       | Sapara 90+3' | Stadion: Sivas 4 Eylülstadion, Sivas, Turkije |
| 17 april 2013 18:00 |                           |       |              | Stadion: Sivas 4 Eylülstadion, Sivas, Turkije |
| 17 april 2013 18:00 |                           |       |              | Stadion: Sivas 4 Eylülstadion, Sivas, Turkije |
|                     |                           |       |              |                                               |

#### Tweede wedstrijd
|                  |                                                     |                  |                                       |                                                     |
| 8 mei 2013 20:30 | Fenerbahçe SK                                       | 1 - 1 4 – 1 pen. | Eskişehirspor                         | Stadion: Şükrü Saracoğlustadion, Istanboel, Turkije |
| 8 mei 2013 20:30 | Pierre Webó 32'                                     |                  | 17' Rodrigo Tello                     | Stadion: Şükrü Saracoğlustadion, Istanboel, Turkije |
| 8 mei 2013 20:30 | Strafschoppen                                       |                  |                                       | Stadion: Şükrü Saracoğlustadion, Istanboel, Turkije |
| 8 mei 2013 20:30 | Cristian Baroni Dirk Kuijt Pierre Webó Mehmet Topuz |                  | Diego Ângelo Necati Ateş Goran Čaušić | Stadion: Şükrü Saracoğlustadion, Istanboel, Turkije |
|                  |                                                     |                  |                                       |                                                     |

|                  |                                                       |       |           |                                                     |
| 8 mei 2013 18:00 | Trabzonspor                                           | 6 - 0 | Sivasspor | Stadion: Hüseyin Avni Akerstadion, Trabzon, Turkije |
| 8 mei 2013 18:00 | Mierzejewski 38', 47', 53' Adın 65' Şen 72' Akgün 77' |       |           | Stadion: Hüseyin Avni Akerstadion, Trabzon, Turkije |
| 8 mei 2013 18:00 |                                                       |       |           | Stadion: Hüseyin Avni Akerstadion, Trabzon, Turkije |
| 8 mei 2013 18:00 |                                                       |       |           | Stadion: Hüseyin Avni Akerstadion, Trabzon, Turkije |
|                  |                                                       |       |           |                                                     |

## Finale
| 22 mei 2013 | Fenerbahçe SK * | 1-0 (1-0) | Trabzonspor | Opstelling Fenerbahçe SK * | Opstelling Trabzonspor |  |
| Stadion: Stadion: Ankara Ondokuz Mayıs Stadyumu, Ankara Toeschouwers: . Scheidsrechter: Scheidsrechter: Firat Aydinus Assistent-scheidsrechters: Serkan Ok en Aleks Taşçıoğlu 4de official: Tolga Ozkalfa | Sow 9'          |           |             | Günok 90+2', Yobo, Korkmaz 51' ( İrtegün), Gönül, Kaldirim, Belözoğlu 44' 76' ( Topuz), Topal, Cristian Baroni 85' ( Erkin) 45', Kuijt 70', Sow, Pierre Webó RESERVEBANK: İrtegün, Topuz, Erkin, Şimşek, Stoch, Kırıntılı, Şentürk Trainer: Aykut Kocaman | Tolga Zengin 90+3', Balcı, Čech, Kaçar, Yumlu, Zokora 14' 46' ( Akgün) 90+3', Adın, Mierzejewski, Şen 69' ( Paulo Henrique), Aydoğdu 83' ( Sapara), Halil Altıntop RESERVEBANK: Akgün, Paulo Henrique, Sapara, Čelůstka, Kıvrak, Öztekin, Yavru Trainer: Tolunay Kafkas |  |
| Stadion: Stadion: Ankara Ondokuz Mayıs Stadyumu, Ankara Toeschouwers: . Scheidsrechter: Scheidsrechter: Firat Aydinus Assistent-scheidsrechters: Serkan Ok en Aleks Taşçıoğlu 4de official: Tolga Ozkalfa |                 |           |             | Günok 90+2', Yobo, Korkmaz 51' ( İrtegün), Gönül, Kaldirim, Belözoğlu 44' 76' ( Topuz), Topal, Cristian Baroni 85' ( Erkin) 45', Kuijt 70', Sow, Pierre Webó RESERVEBANK: İrtegün, Topuz, Erkin, Şimşek, Stoch, Kırıntılı, Şentürk Trainer: Aykut Kocaman | Tolga Zengin 90+3', Balcı, Čech, Kaçar, Yumlu, Zokora 14' 46' ( Akgün) 90+3', Adın, Mierzejewski, Şen 69' ( Paulo Henrique), Aydoğdu 83' ( Sapara), Halil Altıntop RESERVEBANK: Akgün, Paulo Henrique, Sapara, Čelůstka, Kıvrak, Öztekin, Yavru Trainer: Tolunay Kafkas |  |
| Stadion: Stadion: Ankara Ondokuz Mayıs Stadyumu, Ankara Toeschouwers: . Scheidsrechter: Scheidsrechter: Firat Aydinus Assistent-scheidsrechters: Serkan Ok en Aleks Taşçıoğlu 4de official: Tolga Ozkalfa |                 |           |             | Günok 90+2', Yobo, Korkmaz 51' ( İrtegün), Gönül, Kaldirim, Belözoğlu 44' 76' ( Topuz), Topal, Cristian Baroni 85' ( Erkin) 45', Kuijt 70', Sow, Pierre Webó RESERVEBANK: İrtegün, Topuz, Erkin, Şimşek, Stoch, Kırıntılı, Şentürk Trainer: Aykut Kocaman | Tolga Zengin 90+3', Balcı, Čech, Kaçar, Yumlu, Zokora 14' 46' ( Akgün) 90+3', Adın, Mierzejewski, Şen 69' ( Paulo Henrique), Aydoğdu 83' ( Sapara), Halil Altıntop RESERVEBANK: Akgün, Paulo Henrique, Sapara, Čelůstka, Kıvrak, Öztekin, Yavru Trainer: Tolunay Kafkas |  |
| Bijz.: *= Winnaar |                 |           |             | | |  |

| * Turkse voetbalbeker 2012/13 |
| ----------------------------- |
| Fenerbahçe SK 6de titel       |

1962-63 · 1963/64 · 1964/65 · 1965/66 · 1966/67 · 1967/68 · 1968/69 · 1969/70 · 1970/71 · 1971/72 · 1972/73 · 1973/74 · 1974/75 · 1975/76 · 1976/77 · 1977/78 · 1978/79 · 1979/80 · 1980/81 · 1981/82 · 1982/83 · 1983/84 · 1984/85 · 1985/86 · 1986/87 · 1987/88 · 1988/89 · 1989/90 · 1990/91 · 1991/92 · 1992/93 · 1993/94 · 1994/95 · 1995/96 · 1996/97 · 1997/98 · 1998/99 · 1999/00 · 2000/01 · 2001/02 · 2002/03 · 2003/04 · 2004/05 · 2005/06 · 2006/07 · 2007/08 · 2008/09 · 2009/10 · 2010/11 · 2011/12 · 2012/13 · 2013/14 · 2014/15 · 2015/16 · 2016/17 · 2017/18 · 2018/19 · 2019/20 · 2020/21 · 2021/22 · 2022/23 · 2023/24 · 2024/25